# Heino Heinrich von Flemming
Heino Heinrich von Flemming (ur. 8 maja 1632 w Mierzęcinie; zm. 1 marca 1706 w Bukowie) – saski i brandenburski marszałek polny. 
Brał udział m.in. w wojnie polsko-tureckiej 1672–1676 dowodząc pomocniczymi oddziałami brandenburskimi, walczącymi po stronie polskiej, następnie w służbie elektora Saksonii, uczestnik bitwy pod Wiedniem (1683), gdzie dowodził oddziałami saskimi. 
W 1688 wszedł w posiadanie dóbr bukowskich w ziemi lubuskiej wraz z barokowym pałacem i parkiem. Tu zmarł.
Jego synami byli generał Johann Georg i Adam Fryderyk (szambelan króla Polski Augusta Mocnego), córką - Małgorzata Elżbieta, żona Jana Jerzego Przebendowskiego.